# Броневський Семен Михайлович
Семе́н Миха́йлович Броневський (нар. 1763, Маньково, Смоленська губернія — пом. 27 грудня 1830, Феодосія, Крим) — учасник Російсько-перської війни 1796 року, директор Азійського департаменту МЗС Російської імперії, губернатор Феодосії, історик Кавказу.

## Біографія
Народився у 1763 р. у родовому помісті Маньково у Смоленській губернії під Смоленськом. У 1778 р. поступив до Шкловського благочинного училища, по закінченні працював в ньому інспектором класів. На початку 1790-х років Броневський рушає на Кавказ і починає військову кар'єру у званні дежур-майора при графі В. О. Зубові. У 1796 р. Броневський бере участь у Перському поході, по закінчені якого був призначений до складу місії у Константинополь, котра займалась підготовкою російсько-турецької конвенції (1800). Після повернення на Кавказ, Броневський перейшов на цивільну службу і був призначений начальником канцелярії при кавказькому головнокомандувачі князі П. Д. Циціанові, а пізніше продовжував роботу при наступному керівнику І. В. Гудовичу. Далі Броневський отримав призначення у Санкт-Петербург директором Азійського департаменту Міністерства закордонних справ. У 1803—1804 роках за дорученням міністра закордонних справ князя А. Є. Чарторийського займався створенням довідника з історії дипломатичних відносин Росії із Кавказькими державами та Персією.

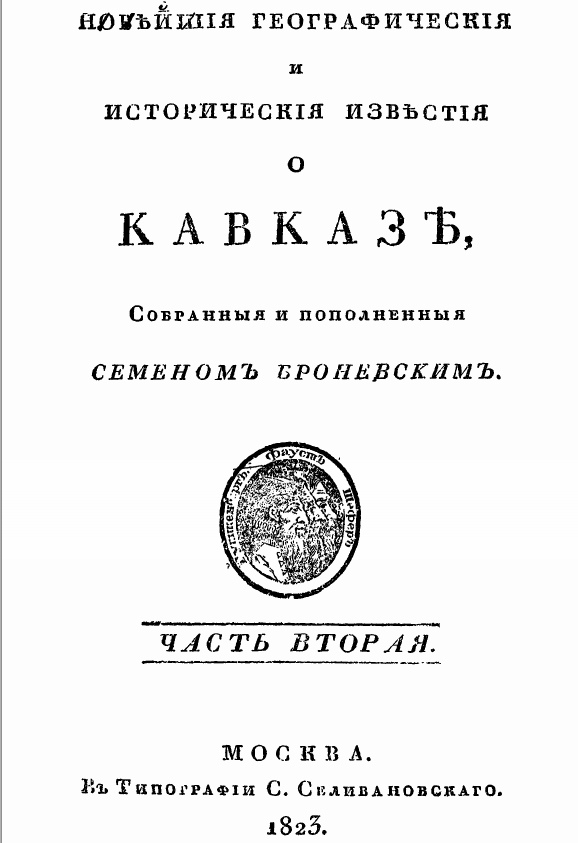
Броневський С. М. Історія Кавказу

У 1808 році Броневський отримав нове призначення — посаду губернатора Феодосії у Криму. Завдяки зусиллям Броневського у Феодосії було створено Музей старожитностей. Одночасно Броневський писав книгу з історії Кавказу. У 1816 році у Броневського виник конфлікт з чиновниками митниці і грецькими купцями і він був вимушений піти у відставку. Судовий розгляд щодо питання Броневського затягнувся на 6 років і завершився виправданням у 1924 році. Далі він поселився на своїй дачі на околиці Феодосії і почав займатись літературною працею. Броневський вів листування з багатьма відомими особами. У серпні 1820 року у нього на дачі зупинявся Олександр Пушкін, до теперішнього дня збереглася споруда, яку називають Пушкінський грот і в якій відпочивав поет. У 1823 році завдяки протекції графа М. П. Румянцева, було надруковано перший розділ (географічний) книги Броневського про Кавказ в двох частинах. Пізніше ця праця часто помилково приписувалась його племіннику С. Б. Броневському, як приклад ця помилка існує в «Енциклопедичному словнику Брокгауза і Ефрона». Другий розділ (історичний) був опублікований набагато пізніше по збереженому списку у Іранському кабінеті Санкт-Петербургського Інституту сходознавства: «Исторические выписки о сношениях России с Персиею, Грузиею и вообще с горскими народами, в Кавказе обитающими, со времён Ивана Васильевича доныне». СПб. 1996.
Помер С. М. Броневський 27 грудня 1830 року у Феодосії. Його дача зі всім майном та архівом у 1838 році була продана кавказькому герою генералу П. С. Котляревському; значна частина архіву загинула під час пожежі у 1905 році, а залишки були спалені у 1930 роках під час створення шпиталю.